# Clara-Villerach
Clara-Villerach (catalansk: Clarà i Villerac) er en by og kommune i departementet Pyrénées-Orientales i Sydfrankrig.

## Geografi
Clara-Villerach ligger 48 km vest for Perpignan. Nærmeste by er mod nord Prades (7 km).

## Demografi

### Udvikling i folketal
| 1962                                                              | 1968 | 1975 | 1982 | 1990 | 1999 | 2007 | 2015 | 2017 |
| ----------------------------------------------------------------- | ---- | ---- | ---- | ---- | ---- | ---- | ---- | ---- |
| 148                                                               | 209  | 106  | 119  | 153  | 161  | 241  | 254  | 256  |
| Tal fra og med 1962 er uden dobbelttælling (sans doubles comptes) |      |      |      |      |      |      |      |      |